# 문창초등학교
문창초등학교는 대한민국 전북특별자치도 군산시 산북동에 있는 공립 초등학교이다.

## 학교 연혁
- 1945년 11월 15일 문창공립국민학교 개교(8학급)
- 1981년 3월 1일 병설유치원 개교
- 1996년 3월 1일 문창초등학교로 개칭
- 2020년 2월 21일 제75회 졸업(9명), 졸업생 총수 9,940명
- 2020년 3월 1일 유치원 1학급, 특수학급 포함 초등 7학급 운영
- 2020년 3월 1일 제28대 박미숙 교장 부임

## 참고 자료
- 문창초등학교 - 한국교육학술정보원 학교알리미